# Storia di Corte Brugnatella
La storia di Corte Brugnatella segue la storia di Bobbio.

Lo stemma comunale

## Storia antica
Le zone vicine a Corte Brugnatella erano già abitate in età neolitica (5.000-2.300 a.C.) e nell'età del bronzo (2.300-1.100 a.C.), ma è all'inizio dell'età del ferro (1.100 a.C.) che inizia l'insediamento nel territorio del popolo dei Liguri, che vi rimarrà indisturbato per parecchi secoli. La tribù che si stanziò era quella dei Bagienni, proveniente dall'odierno basso Piemonte.
Attorno al 220 a.C., come in altre zone giunsero i Galli della tribù dei Boi, ma ben presto assieme i liguri vennero assoggettati dai Romani che avevano fondato nel 218 a.C. la città di Piacenza.
La zona faceva parte dell'antico pagus Bagienno di Bobbio, insieme a Coli, che dopo la dominazione romana sotto il Municipio di Velleia, passa ai Longobardi e quindi nel 614 a San Colombano e all'Abbazia di Bobbio. 
Sotto la dominazione longobarda attorno al 580 vi era una Corte Reale (o Villa reale) Franca con sede a Brugnello, che sovrintendeva al dissodamento del terreno ed ai lavori agricoli di tutte le terre del territorio, come viene indicato dal prenome Corte di questo comune. Il sistema curtense viene conservato anche nella successiva dominazione dei Franchi.
Dopo il mille, la famiglia Brugnatelli fortifica il borgo di Brugnello, purtroppo ad oggi rimangono ben poche tracce delle mura e del castello. Essi sono inoltre signori di Rossarola e di Bondaneto, due vicine frazioni, e si fanno pagare il pedaggio da chi transita nella zona. Dopo la metà del 1100, assume importanza nel territorio la famiglia dei Malaspina, i cui possedimenti riguardano anche Brugnello.
Infatti nel 1164 un diploma dell'imperatore Federico Barbarossa al marchese Obizzo Malaspina, che ne parla come di un antico possedimento fortificato della famiglia Brugnatelli, che ha sede nella frazione di Brugnello, assegna ai Malaspina tre parti del castello di Brugnello, mentre solo un quarto rimane in possesso dei Brugnatelli.
Nel 1361, Azzo Malaspina è costretto a cedere il castello di Brugnello, insieme ad altri a Galeazzo II Visconti, duca di Milano. Nel 1367 i Visconti di Milano affidano il feudo di Brugnello assieme al castello di Zerba a Simone de Novanton della Savoia, detto "lo scudiero verde". Nel 1371 dopo una congiura ai danni del duca di Milano, il de Novanton venne arrestato e decapitato e i suoi beni assieme a Brugnello passarono alla famiglia Porro. Nel 1404 il feudo di Brugnello ritornò ai Brugnatelli dopo la decapitazione per tradimento dei fratelli Porro, infatti essi colsero l'occasione per impadronirsi del feudo di Zerba e Pej dei Malaspina di Pregola.
Nel 1436 Brugnello entra a far parte dei feudi dei conti feudatari Dal Verme, conti di Bobbio, Voghera con l'Oltrepò ed ai feudi vermeschi, Castel San Giovanni e tutta la val Tidone, fino all'abolizione dei feudi in epoca napoleonica nel 1805.

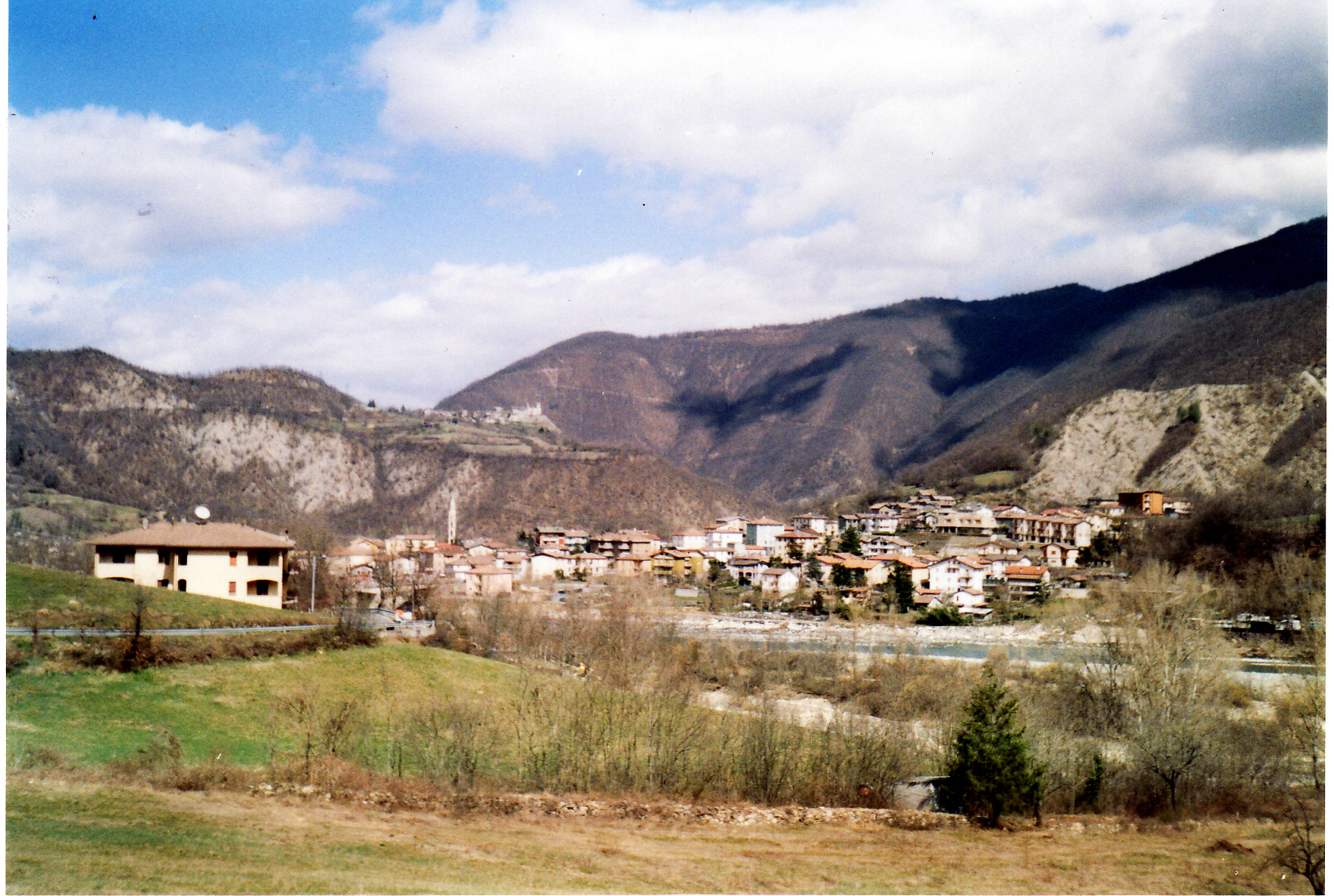
Vista di Marsaglia e sullo sfondo Brugnello

## Le frazioni
Le frazioni circostanti hanno una ricca storia con la presenza di fortificazioni e castelli:

### Carana
Carana è il territorio con la storia più ricca e spesso sanguinosa, dovuta alla sua posizione strategica, un tempo posta sulla strada che da Bobbio portava in Liguria. Trae le sue entrate dal pedaggio riscosso da chi transita sulla strada sottostante la rocca fortificata che domina la vallata e l'accesso a Bobbio. Nel 1142 la rocca è citata in un diploma di papa Innocenzo II, che conferma il castello ed il feudo all'abate Oglerio assieme ad altri possedimenti; nel 1144 il possesso è confermato dal papa Lucio II e dall'imperatore Federico Barbarossa. Successivamente con l'inizio delle lotte feudali fra il Vescovado ed il Monastero, anche la rocca ed il castello di Carana sono al centro di aspre contese. Attorno al 1160 il vescovo fa catturare il suddiacono che custodisce la rocca, accusandolo di essersi rifiutato di consegnare la fortezza ai suoi emissari; il monaco arrestato viene sottoposto ad orrende torture e gli vengono cavati gli occhi, egli morirà dopo tre anni di carcere duro senza il conforto dei sacramenti. La proprietà rimarrà però sempre in mano al monastero. I Malaspina iniziano ad interessarsi alla rocca e donano nel 1184 il diritto a riscuotere il pedaggio della Val Trebbia al monastero, tre anni dopo è l'abate a cedere Carana in feudo al marchese Obizzo Malaspina ed ai suoi figli, riservandosi il palazzo e la chiesa. Nel 1263 il castello è assediato da Piacenza dopo una breve conquista ritorna ai Malaspina.
Nel 1304 Corradino Malaspina, si impossessò di Bobbio, divenendo Signore generale e Bobbio diventa Signoria. Si tratta di un governo dittatoriale, e come suo vicario Corradino nomina Visconte Pallavicino. Cominciò anche la costruzione del castello Malaspiniano, e Bobbio diventa la base operativa per contrastare la politica guelfa di Piacenza. Il dominio di Corradino termina nel 1341, grazie ai Visconti. I figli di Corradino ritornano a Carana che passerà a loro dopo la morte del padre avvenuta nel 1347. Nel 1361 i Malaspina devono però cedere il possedimento a Galeazzo Visconti e la rocca passerà nel 1436 ai Dal Verme conti di Bobbio.
Nel 1530 il feudo passa nei possedimenti vermeschi del territorio di Corte Brugnatella.
La fortezza, il palazzo e la chiesa abbandonati cadono in rovina già verso la fine del XVIII secolo e vengono in parte demoliti in epoca napoleonica. Del castello nero, per il colore della pregiata pietra locale, non ne resta alcuna traccia, per il riutilizzo delle pietre dai locali. Del palazzo e chiesa trasformati in osteria, la distruzione risale agli anni cinquanta del secolo scorso con la completa demolizione.

### Lago
Lago è un piccolo borgo abitato dal XII secolo, nei pressi si trovano i resti di un castello, che entrò poi in possesso dei Malaspina e nel XIV secolo di Galeazzo Visconti. Successivamente si ha il passaggio dapprima alla famiglia Porro e poi dal 1420 alla famiglia Balbi che lo cederanno ai Malaspina di Varzi. Nel 1464 tutti i beni furono venduti ai conti Dal Verme.

### Montarsolo
Montarsolo ed il suo castello è proprietà dei Malaspina dal 1164 che lo fortificheranno. Verso il 1180 Piacenza conquista il castello, dopo 7 anni di assedio ritorna ai Malaspina, che dovranno cederlo nel 1193. Riprova ad espugnarlo nel 1228 Corrado Malaspina non riuscendovi, intanto nel 1261 il feudo passa ad Oberto Pallavicino, ma per poco tempo, infatti dapprima passa ad Ubertino Landi e poi nel 1271 viene conquistato dai Malaspina di Pregola. Con gli altri possedimenti passerà ai Visconti ed ai Dal Verme, mentre la fortezza abbandonata cade in rovina.

### Pietranera
Pietranera risulta abitata verso il principio del XV secolo, la casa fortificata, un tempo castello di proprietà della famiglia nobile dei Ghigliani, sorse durante il XVI secolo, ed ora ne rimangono solo i ruderi. Invece l'attuale casa fortificata, collocata più in basso, divenne la nuova sede sotto la famiglia Olmi e poi dei De Paoli, che furono proprietari di buona parte del paese. Qui forse ebbe origine la nobile famiglia dei Pietranera [fra i notai di Bobbio vi fu Manfredino de Petranigra (1367-1400)]. L'oratorio di S.Anna fu costruito nel 1667 dal canonico Antonio Ghigliani, dell'omonima famiglia nobiliare di Pietranera. A questo punto la storia del paese segue le vicissitudini del borgo altomedioevale di Brugnello.

### Confiente
Confiente è un'antica cella monastica del monastero di Bobbio già nominata nel X secolo, il nome deriva dalla confluenza del torrente Aveto con il fiume Trebbia.

### Metteglia
Metteglia è anch'esso un possedimento del monastero nominato nel 972. Anche la cella monastica di Pieve di Montarsolo e di antica fondazione e compare nell'estimo dell'862 assieme alla chiesa di S. Giacomo, nei documenti del monastero. Compare nello stesso estimo anche la cella di Poggio Villeri.
Nel 1952 la frazione di Metteglia viene scorporata dal comune di Coli e viene aggregata al comune di Corte Brugnatella.

### Ozzola
Nel 1952 la frazione di Ozzola viene scorporata dal comune di Coli e viene aggregata al comune di Corte Brugnatella.

## Storia recente
Nel 1436 diventa feudo della famiglia Dal Verme e seguirà la storia della Contea di Bobbio. Nel 1559 la contea passa dal predominio francese a quello spagnolo, che durerà fino al 1713 con il passaggio agli austriaci. Unito con il Bobbiese al regno di Sardegna nel 1743, entrò a far parte della Provincia di Bobbio. Nel 1801 il territorio è annesso alla Francia napoleonica fino al 1814. Nel 1815 il comune di Corte Brugnatella, assieme ai comuni di Bobbio, Menconico, Romagnese e Santa Margherita di Bobbio, fa parte del mandamento del capoluogo provinciale, mentre nel 1818 con una modifica territoriale il mandamento è composto da: Bobbio, Corte Brugnatella, Pregòla e Romagnese. Nel 1859 entra a far parte del Circondario di Bobbio nella provincia di Pavia.
Attorno al 1920 si decide di spostare la sede comunale dapprima a Confiente e poi a Marsaglia, in frazioni toccate dal nuovo tracciato della strada statale che un tempo passava più a monte (il vecchio tracciato, percorribile ancora oggi, toccava dopo Bobbio i centri di Carana, Rossarola, Lago e Pieve di Montarsolo, per poi scendere a Ponte Organasco). Nel 1929 è deciso anche lo spostamento della sede parrocchiale nella nuova chiesa di S. Giuseppe di Marsaglia. A questo punto inizia il declino e lo spopolamento dell'antico borgo di Brugnello, recuperato solo di recente.
Nel 1923, in seguito allo smembramento del circondario di Bobbio, il territorio comunale passa alla provincia di Piacenza e quindi all'Emilia-Romagna.

### Le alluvioni del Trebbia e l'alluvione del 2015
Il 17 luglio del 1908 si verificò un violento nubifragio con una piena straordinaria del Trebbia che devastò case e campagne, ma le distruzioni più imponenti si verificarono con l'alluvione della val Trebbia del 19 settembre 1953.
Nella notte fra il 14 e il 15 settembre 2015 una parte della provincia di Piacenza fu devastata dalle esondazioni improvvise del Nure dell'Aveto e del Trebbia, dovute al maltempo e ad ammassi di detriti, che causarono danni ingenti, il crollo del Ponte di Barberino sul Trebbia e la morte di tre persone. Le località più colpite furono Roncaglia, Ponte dell'Olio, Bettola, Farini, Ferriere, Rivergaro, Bobbio, Corte Brugnatella e Ottone.